# Veľké Zlievce
Veľké Zlievce é um município da Eslováquia, situado no distrito de Veľký Krtíš, na região de Banská Bystrica. Tem 16,3 km² de área e sua população em 2018 foi estimada em 503 habitantes.

## Demografia
| Ano:        | 1994 | 2004   | 2014   | 2024   |
| ----------- | ---- | ------ | ------ | ------ |
| Broj ljudi: | 481  | 512    | 509    | 470    |
| Razlika:    |      | +6,44% | -0,58% | -7,66% |

| Ano:               | 2023 | 2024   |
| ------------------ | ---- | ------ |
| Número de pessoas: | 478  | 470    |
| Diferença:         |      | -1,67% |